# フロイド・メイウェザー・ジュニア 対 ローガン・ポール戦
フロイド・メイウェザー・ジュニア 対 ローガン・ポール戦（Floyd Mayweather Jr. vs. Logan Paul、別名 Bragging Rights、自慢する権利)は、2021年6月6日にフロリダ州マイアミガーデンズのハードロック・スタジアムで開催された、引退した50勝無敗で5階級制覇王者のフロイド・メイウェザー・ジュニアと人気YouTuberのローガン・ポールが対戦した、プロボクシングのエキシビション試合。興行はメイウェザー・プロモーションズ主催で行われ、ShowtimeとFanmioのPPVで生中継された。

## 試合までの経緯
2020年9月17日、フロイド・メイウェザー・ジュニアとローガン・ポールがエキシビション試合で対戦する計画が浮上していることが報じられた。
2020年11月17日、ローガン・ポールが、「俺のパンチが1発でもフロイドをとらえたら、このマヌケ野郎は真っ二つになるだろう」「俺がフロイドを喧嘩で捕まえたら、ストリートファイトでだ、倒してしまうだろう。間違いない」「総合格闘技？オクタゴン？、やっつけてやるよ」「フロイドが唯一安全な場所はボクシングのリングだろうけど、俺は一向に構わないよ。俺はいつでも、どこでも、どんな場所でも、フロイドと戦う」「俺は身長で8インチ（20センチ）高く、体重で40ポンド（18キロ）重い。年齢は彼の半分で、彼より2倍ハングリーで、10倍スマートだ」と、メイウェザーを挑発した。
2020年11月19日、メイウェザーが自身のSNSで、「YouTubeガールズ（ローガン・ポール）は、一緒に遊ぶバービー人形を見つけたほうがいい。俺は子供向けのゲームじゃないんだ。3年前、UFCのファイター（コナー・マクレガー）が俺の名前を口にしたので、そのクソ野郎に口輪をはめてやらなければならなかった。俺が再び日本に行って勝利を挙げる前に、ローガン・ポールは同じ扱いを受けることになる」と、ローガン・ポールの挑発に応じた。ローガン・ポールはこれにSNSで、「小さい男（メイウェザー）からの大きなツイート」と挑発すると、「50勝1敗」と対戦すればメイウェザーに初黒星をつけると予告した。
2020年11月19日、ローガン・ポールが自身のSNSに、「ヘイ、フロイド。最初は、契約書にサインをしないのは、お前が俺のたった一発のパンチでレガシーを傷つけられたくないからだと思っていた。でも今は、多分お前は自分の名前の書き方がわからないから、サインをしないのじゃないかと思っている。でも心配すること無いぞチャンプ、教えてやる。これを見ろ、お前にカンニングペーパーを作ってやったんだ。これがお前の名前だ、「フ」、「ロ」、「イ」、「ド」、「メ」、「イ」、「ウェ」、「ザー」。簡単だろ、サインをしやがれ、フロイド」と、ジムの壁にメイウェザーの名前の紙を貼って、機能的非識字者と揶揄されることもあるメイウェザーを挑発する動画を投稿した。

### 試合決定
2020年12月6日、メイウェザーとローガン・ポールのエキシビション試合が正式決定し、2021年2月20日に開催されることをメイウェザーが自身のSNSで発表した。

### 試合延期
2021年2月2日、主催者のFanmio（ファンが有名人と会話できるオンラインプラットフォームを運営する会社）が、「この件には大きな反響があり、近日中に新しい日程を発表したいと思う」と声明を出し、試合の延期を公式に発表した。メイウェザーも自身のインスタグラムに「今年はいくつかのエキシビションに焦点を当てる。日本の東京で再びエキシビションを行う。もちろん、ローガン・ポールとやるし、ジェイク・ポールがもし次に対戦するベン・アスクレンに勝てば、彼ともエキシビションを行う」「50セントが俺と対戦したがっていて、俺のことを小さすぎると言っていると聞いた。年末にやりたいなら、エキシビションをやる。俺はこいつらと対戦する階級は気にしない。ポール兄弟はこのイベントで大金を稼ぐだろうけど、でも50セントとは"勝者総取りマッチ"じゃないとダメだ」と投稿した。

### 試合再決定
2021年4月27日、メイウェザーが自身のSNSで「私とローガン・ポールはハードロック・スタジアムで戦う。メイウェザー・プロモーションズとFanmio、Showtimeが協力して壮大なイベントを開催する」と、現役時代に長年のパートナーであったShowtimeを新たに加えて、ローガン・ポールと6月6日にエキシビション試合を行うことを発表した。
2021年5月6日、メイウェザーとローガンが公開記者会見を行い、ステージ上で、メイウェザーが「一晩で2人と戦うつもりだ」とポール兄弟を指さして挑発すると、ローガンは、長年スキンヘッドだったが突然髪を伸ばし始めたことで植毛疑惑が持ち上がったメイウェザーに「このステージで偽物なのはフロイドの生え際だけだ」と反撃。またメイウェザーが「俺が最後に試合を行ったのは日本だった。ローガンは日本の人々に対して非常に無礼を働いた」と互いにトラッシュトークを展開して会見は終了した。その直後に通路で弟のジェイク・ポールがメイウェザーに近づき、至近距離で顔を突き合わせ対峙し、「俺と戦いたいのか？（プロモーターの）アル・ヘイモンに電話して実現させよう」とメイウェザーを挑発。メイウェザーは、にらみながら「もちろん。アル・ヘイモンは必要ない、オレがボスだ」と返答するが、ジェイクに「帽子いただき（Gotcha Hat）」と、そのままかぶっていた帽子を奪われると、メイウェザーは怒り狂い、「アイツを殺す」「俺を馬鹿にするな」と連呼して追いかけると、両陣営のボディーガード、そして警備員も入り乱れた大乱闘に発展。怒りの収まらないメイウェザーはジェイクに殴りかかろうとするも関係者らに羽交い締めで止められた。
乱闘後、ジェイクは自身のSNSを更新し、これからメイウェザーの帽子を奪うことを予告して、計画通りに帽子を奪っていたことを示す動画を投稿。さらに「メイウェザーが退屈な試合でみんなのお金を盗んできたから、俺は彼の帽子を盗んだんだ」と挑発。また自身の右脚に帽子の絵とともに「Gotcha Hat」のタトゥーを入れ、Gotcha Hatのロゴが入った帽子などをグッズ化して販売した。
2021年5月27日、前座で元NFLのスター選手チャド・ジョンソンと総合格闘家のブライアン・マクスウェルのエキシビション試合が組まれたことが発表された。
2021年5月28日、前座でバドゥ・ジャックとの王座防衛戦が組まれていたWBA世界ライトヘビー級王者ジャン・パスカルが、VADAによるドーピング検査で3種類のステロイド（ドロスタノロン、ドロスタノロン代謝物、エピレンボロン）が検出されたれた為に、試合が中止になったことが発表された。

### 計量
2021年6月5日、試合前日の公開計量を行い、ローガンには190ポンドの体重制限がかけられ、メイウェザーには体重制限がかけられていない契約で、メイウェザーは155ポンド（70.3キロ）、ローガンは189.5ポンド（85.9キロ）で計量。体重差は約15キロとなり身長もローガンが15センチ上回ったが、メイウェザーは、これまでにも試合当日までに対戦相手が大幅に増量をした体重差のある試合を何度も経験しており、ボクシングの経験がアマ1戦（0勝0敗1引分）、プロ1戦（0勝1敗）しかないローガンとはボクシングのスキルや経験でかなり差があるので体重差は問題にならないと語った。

## 試合
2021年6月6日、フロリダ州のハードロック・スタジアムで、フロイド・メイウェザー・ジュニアとローガン・ポールが、ジャッジを置かない判定無しの、KOかレフェリーストップのみで決着する、3分8ラウンド、10オンスグローブを着用し、ヘッドギア無しの、フロリダ州ボクシングコミッションが認可しないボクシングのエキシビション試合で対戦。
ブックメーカーの試合前のオッズでは1対6.5（引き分けは13倍）でメイウェザーの圧倒的優位予想で、メイウェザーは「（この試合は）簡単なことで、合法化された銀行強盗」「ファンを楽しませることを考えている」「エキシビションだが、ファンは血を見たいだろう」など語っていた。試合は、ローガンは1回の終盤に力まかせのパンチを振るいラッシュでメイウェザーをコーナーに追い詰め、4回には右フックをヒットさせメイウェザーが一瞬よろめく場面を作ったが、スタミナが切れた中盤以降は学生時代にやっていたアマチュアレスリングの経験と体格差を生かしたクリンチに終始。一方メイウェザーは現役時代のようなフットワークはほとんど使わずにガードを高く上げて前進するスタイルでローガンにパンチを何発かクリーンヒットさせたものの、体重差からパンチをクリーンヒットさせてもダメージを与えられずKO決着どころかダウンすら奪うことが出来ずに終わり、手数もローガンの手数217発（ヒット28発）に対してメイウェザーは手数107発（ヒット43発）と、体格差とクリンチ戦法に手を焼きローガンの半分しか手数を出せなかった上に、終盤にはメイウェザーもスタミナが切れてしまい、見せ場がほとんど無く不完全燃焼な試合内容に会場はブーイングに包まれた。それでも試合をコントロールしたメイウェザーの完勝ペースで試合は終了したが、KOかレフェリーストップのみで決着する判定無しのルールだったため勝敗は付かなかった。

### 試合後インタビュー
試合後のリング上のインタビューで、メイウェザーは「分かって欲しいのは、オレはもう21歳ではないんだ。若い選手を相手に動き回って腕を試せて楽しかった。でかい奴だし、体重も重い。強くてタフだった。俺が考えてたよりも彼は良かったよ、彼には驚かされた。楽しかった。いい奴だよ。経験はあまりないけど体重の使い方と俺を動けなくする方法を知っていた」とローガンを称え、ローガンは「何かが不可能だなんてオレに言うな。見てくれ、オレもできただろう。世界最高のボクサーを相手に、ここまでやったんだ。不可能なんかない。やればできるんだ。オッズが不利だなんて関係ない。ただメイウェザーと戦えて光栄だった。いい試合ができた。人生で最高の瞬間だった」と喜びを語った。またメイウェザーはリングインタビュアーに「次にジェイクとの試合はどうか？」と、メイウェザーが対戦を公言していた因縁の相手ジェイク・ポールとの対戦を質問されるが、「みんなと相談するよ。先のことはわからない。オレは21歳でも25歳でもないんでね」と即答を避けた。
さらに試合後の記者会見でメイウェザーは「19歳だった時みたいにやるつもりはない。要するに成長と老化が全てだ。ガッティと試合をしていた時のように戦うことは出来ないんだ。みんなは好きなんだろうけどね。パッキャオがあの年齢でまた戦ってるのは悲しいことだ」「オレが復帰するかって？絶対にない。オレはボクシングを引退したんだ。恐らくエキシビジョンも二度とやらないだろう」と語った。

## 批評
- CNN『今回の対戦はプロではないボクサーを起用した数々のエキシビションマッチの最新作であり、ボクシングの幼稚化が進んでいることを示している』[44]
- デッドスピン『この茶番のペイパービューファイトは、Showtimeの恥辱だ』『この試合は茶番と呼ぶべきだ。しかし、人々は長期的に見て価値が出ないだろう何かに対して、お金を提供する列に加わるだろう。退屈な集団にとってダメージは多くないが、このスポーツへのダメージは永続的なものとなるかもしれない。プライドと尊厳を持ったボクシング選手が、何も得ていない人間と対するためにリングに上がることは決してない』[45]
- ジョシュ・テイラー『はっきり言って茶番。ボクシングをサーカスにされている』『彼らの参戦はゲームやYouTubeに夢中な若い子どもたちを呼び込むという面では良い。ボクシングに新規のファンをもたらすと思う。でも、ボクシングが嘲られているとも感じるね』『彼らの大半は、競争的な戦いをしてきてないし、ボクシングそのものの経験も全くない。それでもステージに上がってボクシングをWWE（プロレス団体）みたいにしているんだ。ちょっとしたショーであり、茶番だよ。俺を含めて多くのファイターは、かなりムカついてると思うね』『ローガン・ポールやフロイド・メイウェザーを軽蔑するつもりはない』『メイウェザーは俺らの世代にとっては最高だ。でも、ほんの少しの犠牲のために、彼の名声とボクシングにおけるレガシーを傷つけている気がしてならないね。あんな試合で何億ドルも稼ぐなんて狂ってる。銀行口座はどうなってるって話さ。とてもイラつくね』[46]
- リッキー・ハットン『フロイド・メイウェザーは自分自身のレガシーを傷つけていると思う』『彼には金が全てだ。フロイドは金が稼げれば他のことは気にならない。それは彼の仲間や昔の偉大なチャンピオンたちに全くの無礼を示しているんだ』『金を稼ぐためにプロボクシングを始め、自分自身や家族の生活をより良いものにしたり、もちろん、金は大きな役割を果たす。しかし、レガシーだったり、金よりも大切なことはいくつもある』『ローガン・ポールのボクシングを見たことがないので彼が良いボクサーなのか悪いボクサーなのかわからない。数か月前まで彼のことを知らなかった』『今でもこのスポーツを愛しているボクサーとして、私が気分を害するのは、フロイド・メイウェザーと対戦する機会を得るために、私がどれほど一生懸命に努力したかをとても誇りに思っているからだ。私はスーパーライト級で最強のコンスタンチン・チューを破り、カルロス・マウサを破り、ルイス・コラーゾを破り、ファン・ウランゴを破り、ホセ・ルイス・カスティージョを破って、そうやってようやくフロイド・メイウェザーと対戦する機会を得たのに、ポールはソーシャルメディアに膨大なフォロワー数を持っているからメイウェザーと対戦する機会を得た、そのことが私を怒らせるんだ』[47]
- アミール・カーン『私はエキシビションの大ファンでは全く無い。エキシビションをやっているフロイドやその他の選手を軽蔑はしていないが、それはボクシングにとってよくないと思う』『フロイドがローガンにダメージを与えられなかったことは、フロイドにとって印象が悪かったと思う。彼は長年トレーニングしてきたプロボクサーだけど、ローガンはグローブを付けてリングに入っただけの人だからね』『多くの人がフロイドが以前と同じではなかったと言っていた。本当にあの試合で彼に対して、良いコメントよりも悪いコメントのほうが多かった。彼は本当に金が必要だったのかな？。そうじゃねいよね、彼が金が必要だとは思はない。でも、彼はあの試合をやってしまい、基本的にジャーニーマンよりも劣る男をノックアウト出来なくて、より多くの嫌悪感を得てしまったんだ』[48]
- ゲーリー・ラッセル・ジュニア『私はフロイド・メイウェザーのファンではないよ。私はこの試合はボクシングへの嘲りだと思う』『多くのボクサーが、彼らの血、汗、涙、心と魂をボクシングに注ぎ込んできたのに、YouTuberは列の前に割り込んできて、恐らく彼らよりも大金を稼ぐ』『このスポーツに参加する選手として、個人的に私はそれが好きでない。私はフロイドが何の危険を冒してるとも思わない。彼は本物のファイターで、ポールはYouTuberだ。確かに彼は幸運に恵まれるならフロイドを殴り、傷つけられるかもしれない。しかし、その確率はまず無いだろう。階級差も関係ないと思う。フロイド・メイウェザーは熟練した選手だけど、ボクシングについて何も知らない、何も出来ない誰かをリングに連れ込もうとしてるんだ』[49]
- アルツール・ベテルビエフ『こういった試合はボクシングをより人気にすると思う。例えば、総合格闘技や他の格闘技へ行くこと無く、ボクシングをやるようになると思う。だから私は問題ないと思う』『これはボクシングにとって不利益だとは思わない。メイウェザーはいつも金を求めてきた。彼はニックネームでさえ『金』だ。彼は金のためならなんでもする。この試合によって彼はボクシングに不利益を与えていない。彼はそれよりむしろ自分自身に不利益を与えている。そしてボクシングは常に素晴らしいスポーツであり続けるだろう』[50]
- マニー・パッキャオ『メイウェザーは金を稼ぐためだけにYouTuberと戦う。私はレガシーを築くために最高の相手と戦う。それが違いだ。金のために簡単な相手と戦う事と、レガシーを築くために最高の相手と戦う事は異なる』[51]
- サウル・アルバレス『金を稼ぐことがすべて。金を稼ぐためだけのエキシビション。実にばかげている』[52][53]
- アブネル・マレス『フロイド・メイウェザーはボクシングを傷つけたことに部分的に責任がある』[54]
- ビクトー・ベウフォート『デ・ラ・ホーヤは本物のファイターと戦う。彼はメイウェザーのように戦績が0勝1敗のYouTuberを選んでいない』[55]
- エディー・ハーン『本当に酷すぎる試合だった。完全に犬の糞だった。ただただ悲しかった。なんの意味もなさなかった』『良い試合を実現していかなければ、我々はこういった試合をますます目にすることになるだろう』『我々はボクシングを救わなければならない、大金を稼ぐための糞試合はもういらない』[56]
- マイク・タイソン『フロイドは挑戦し続けるべきだと思うけど、彼がクルーザー級と対戦するべきと思わない。彼は自分の階級の相手と対戦するべきだと思う。彼は本当に何してんだ？、パッキャオと再戦するとかね。今考えてみると、彼はポールに大幅に減量させるべきだった。彼がそうしなかったことに驚いたよ。フロイドが想像していたより大変だったんだと思う』『ローガンに殴られた時、フロイドは少しダメージがあったんだと思う。ローガンは160ポンドの選手ではなく、190ポンドだからね。フロイドは今回の試合から学習すると思う。彼の階級の相手と戦うべきだね』[57]
- ジェフ・メイウェザー『みんなはフロイドがスーパーマンじゃないことを忘れがちなんだと思う。彼は今でもアスリートだけど、昔の彼とは違うんだ。彼は44歳なんだ。彼は素晴らしいエンターテインメントをやったけど、誰もがノックアウトで終わると思ってたからがっかりしてる人が多いんだと思う』『もちろん、フロイドは彼をノックアウトしたかったんだと思う。でも出来なかった。ポールは大きすぎた。彼はホールディングがとても多かった。彼は殴られても大丈夫なぐらい十分タフだったし、殴られたら直ぐにホールディングをした。それで試合が少し酷いものになってしまったね。フロイドがもっと若かったら彼をノックアウトしていたと思うよ』[58]
- メイウェザー本人（現役時代のレガシーやボクシングを汚していると批判する声に対して）『とにかくイベントを楽み、盛り上げるためにここにいる。誰もが自分自身の考え方を持つ権利がある。俺はフロイド・メイウェザーとして生きていて、やりたいことを選んでいる。俺が試合に出て楽しみ、5000万ドル（約55億円）、6000万ドル、7000万ドル、1億ドル（約110億円）を稼ぎたかったら、そうさせてくれ。誰にも迷惑はかけていないし、泥棒や人殺しをするわけじゃない。自分のやりたいことをやっているんだ』[59]

### YouTuberボクシングへの批評
- オスカー・デ・ラ・ホーヤ『ジェイクとローガン・ポールはボクシング全体にとって素晴らしいことだと思う。ボクシングにおいて、我々は常に疑問を抱いているんだ、なぜ人気が下がっているのか、なぜテレビ視聴率がそんなに低いのか、なぜファンが減少しているのか』『実際には表面的ではないが、ジェイクやローガン・ポールのようなスターがボクシングに全く新しいファン層を連れてきているとき、私はそれを1000%受け入れる。今、彼らのおかげで子供たちがストリートで私に近寄ってくるんだ。プラットフォームやソーシャルメディアを通して子供たちをこのスポーツに連れてきてくれるYouTuberたちがいるから、彼らはオスカー・デ・ラ・ホーヤが誰であるか、マニー・パッキャオが誰であるかを知っている。だから私は彼らをいつも受け入れる、完全にYESだ』[60]
- マイク・タイソン『YouTubeスターはボクシングを大いに助けている。ボクシングはYouTuberボクサーたちに敬意を払う必要があるくらいの恩がある。こいつらはボクシングを活性化させてくれてるんだ。ボクシングはほとんど死にかけているスポーツだった。UFCが俺たちを打ち負かしていたのさ。今YouTubeボクサーたちを手に入れ、ボクシングは戻って来ている。YouTubeボクサーたちに感謝だ』[61]
- タイソン・フューリー『多くの人がYouTuber全てがくだらないと言っており、ボクシングでこれら全ての人たちを見たくないと言っている。しかし私はヘビー級チャンピオンであり、これまでで最高のファイターだが、こういったYouTuberが戦うのを見たいと思っている』『私がマスターであるスポーツに、何百万もの注目を集めてくれるんだから私は好きだよ。ボクシングを決して見ない人たちがYouTubeのやつらや、ラブ・アイランド、TikTokersのおかげでボクシングを見てくれるんだ』『ボクシングへの注目が多ければ多いほど良くなるし、若いファイターもよりボクシングをやるようになる。何百万人もの人々がTikTokersなどを視聴している場合、 そのあと人生の後半で実際のボクシングを再び見るかもしれない』『それら全てが私たちのスポーツにとって良いことであり、PR活動だ。それが気に入らない人は彼らのように金を稼げてないやつのただの嫉妬だよ』『つまりはそういう事さ、嫉妬なんだ。この世界には多くの嫉妬がある。特に、自分の夢を追いかけようとしている他の人を憎んでいて、自分の夢を追いかける勇気がない人はそうなんだ』[62]
- マニー・パッキャオ『私はボクシングが単なるゲームだと騙したり言ったりしない。ボクサーではない人と戦うことはない。私はそれが好きではないんだ』[63]
- コナー・マクレガー『彼ら（YouTuber）が言ってるように、ドルを稼げるなら、それは意味をなすんだ。ダナ・ホワイトやUFCはそういうことにあまり興味のないことは知っているが、私はそれほど反対ではない。彼らが上手く戦っているのであれば、それを嘲笑することは出来ない』[64]
- エディー・ハーン『我々は自分たちのスポーツを繁栄させる必要がありますが、ビッグファイトを実現させ、人々が見たいと思う試合を実現させることによってのみ可能です』『このスポーツを殺すことになるので、選手は大金を稼げても、テレビ局の期待に応えられないくだらない試合をしている余裕はありません。だからこそ、ジャーメル・チャーロ対デメトリアス・アンドラーデ（が実現しないこと）にいら立ちを感じるのです。エロール・スペンス・ジュニア対テレンス・クロフォード（が実現しないこと）にはさらにいら立ちを感じます。何をしてるの？』『ジェイク・ポールは信じられないほどのセルフ・プロモーターです。彼がベン・アスクレン戦をどれほど激しく推し進めたか見ましたか？。一日中、毎日、彼は素晴らしい仕事をしました。飛び切り賢い子です。彼は数字を押し上げる方法を知っています』『多くの点で、それはボクシングとって良かったです。セレブリティ・ボクシング、あなたがそれをなんと呼ぼうとも、それは良い数字をはじき出しています』[65]
- サウル・アルバレス『すべて金のためだ。バスケットボール選手やYouTuberがボクシングライセンスを取得することに同意しない。オレは（ポール兄弟を）批判はしないが、これは非常に危険なスポーツで、そこに上がれば、とても危険なんだ』『オレは（ポール兄弟と）やらない。それは尊敬の欠如だと本当に思う。すべて金に基づいているだけで、すべて金のためなんだ』『本当の選手たちに対して無礼なことだと思う』[66]
- サウル・アルバレス『真実はジェイクは明らかに別のタイプの聴衆を連れてくるということです、ボクシングの聴衆とは異なります。我々はボクシングの聴衆を連れてきます。彼はYouTuberや若い人たちを連れてきます。人々がボクシングを知ることは良いことです』[67]
- レジス・プログレイス（YouTuberボクサーを批判していたのにジェイク・ポールの前座で試合をすることになった事について）『正直なところ、ジェイク・ポールや他のYouTuberが試合をしていた時に、私は実際に批判するツイートをしていた』『私は彼らに批判的だった。『彼らはピエロ』だとかそんなような批判をしていた。しかし、彼らがより多くの注目をこのスポーツにもたらしていることを気付かなければなりません。結局の所それが目標です』『私のようにボクシングの歴史家であると、時としてこういったものは見たくないでしょう。このスポーツを嘲笑いたくはありません、サーカスのように。しかし、同時に、私のようにリアルファイトをするファイターたちがいれば、全く新しい聴衆を連れてくるので、それは良いことだと思います』『それは単なるエンターテインメントの異なる形態です。（モハメド・アリがプロレスラーのアントニオ猪木と対戦したことや、ジョージ・フォアマンが一晩に5人の対戦相手と対戦したことを引用して）少なくとも彼らは本当のボクシングをします。だから私が言ったように、別のファン層を持つことは良いことです。ジェイク・ポールとローガン・ポール、彼らは数百万のフォロワーたちを持ち、ソーシャルメディアで強大な影響力があります。多くの子供はボクシングに注意を傾けません。彼らは電話の小さな画面に集中しています。今彼らはボクシングにチャンネルを合わせています。それは間違いなくマーケットであり、私はその一部になれて嬉しく思います』『これは巨大になります。注目度に関しては、この試合は実際、私のこれまでの試合を全て合わせたものより私のキャリアに役立つ可能性があります。これは全くの異なるタイプのファン層です。私は本当にわくわくしています』[68]

## 試合後
ジェイクに「帽子いただき」とかぶっていた帽子をいきなり奪われたメイウェザーが怒り狂い、ジェイクを追いかけ回したことを始めとした両者の一連の挑発行為の応酬について、「両者の対戦は既定路線であり、応酬は対戦へ向けてのプロモーションのためのパフォーマンスではないか」という見方もあったが、ジェイクが「メイウェザーとの試合はエキシビションではやらない公式戦でしかやるつもりはない」と話したことに対して、メイウェザーが「ジェイク・ポールは俺との対戦はリアルファイトでやると話している。それがリアルファイトになるなら、俺はリアルファイトの自分の階級である147ポンドか154ポンドまで体重を落とす。もしジェイク・ポールが154ポンドまで落とせるなら、彼のスキルを見ることが出来るだろう」と、公式戦で対戦するのであればジェイクは147ポンドか154ポンドまで体重を落とす必要があると話し、ジェイクはこのメイウェザーの発言を受けて、「彼は俺に147ポンドまで落として欲しいと話している、そうすれば俺と対戦すると。彼が俺の兄貴と対戦する前までは、俺たち兄弟は‘フェイク・ファイターズ’だった。それが今では俺が147ポンドまで落とせた場合のみ彼はジェイク・ポールと対戦すると言ってる。でもそれだけ体重を落とすのは物理的に不可能だ。俺は試合が実現するとは思わない」と語った。

## テレビ中継
ShowtimeとFanmioのPPVで生中継され、実況解説をマウロ・ラナーロ、解説をアル・バーンスタインとアブネル・マレスが務め、ブライアン・カスターが進行、ブレンダン・ショーブがリポーターを務めた。日本ではWOWOWが生中継した。

## ペイ・パー・ビュー売上げ
| 開催年月日   | イベント                                              | 売上げ  | テレビ局         | 備考   |
| ------------ | ----------------------------------------------------- | ------- | ---------------- | ------ |
| 2021年6月6日 | フロイド・メイウェザー・ジュニア vs. ローガン・ポール | 100万件 | SHOWTIME・Fanmio | 50ドル |